# NBA Most Improved Player Award
NBA Most Improved Player Award – nagroda przyznawana zawodnikowi, który zrobił największe postępy w danym sezonie w lidze NBA.

## Zdobywcy nagrody
(cyfra w nawiasie oznacza kolejną nagrodę dla zawodnika tego samego klubu)
| Sezon     | Zawodnik           | Drużyna                    |
| --------- | ------------------ | -------------------------- |
| 1985/1986 | Alvin Robertson    | San Antonio Spurs          |
| 1986/1987 | Dale Ellis         | Seattle SuperSonics        |
| 1987/1988 | Kevin Duckworth    | Portland Trail Blazers     |
| 1988/1989 | Kevin Johnson      | Phoenix Suns               |
| 1989/1990 | Rony Seikaly       | Miami Heat                 |
| 1990/1991 | Scott Skiles       | Orlando Magic              |
| 1991/1992 | Pervis Ellison     | Washington Bullets         |
| 1992/1993 | Chris Jackson      | Denver Nuggets             |
| 1993/1994 | Don MacLean        | Washington Bullets (2)     |
| 1994/1995 | Dana Barros        | Philadelphia 76ers         |
| 1995/1996 | Gheorghe Mureșan   | Washington Bullets (3)     |
| 1996/1997 | Isaac Austin       | Miami Heat (2)             |
| 1997/1998 | Alan Henderson     | Atlanta Hawks              |
| 1998/1999 | Darrell Armstrong  | Orlando Magic (2)          |
| 1999/2000 | Jalen Rose         | Indiana Pacers             |
| 2000/2001 | Tracy McGrady      | Orlando Magic (3)          |
| 2001/2002 | Jermaine O’Neal    | Indiana Pacers (2)         |
| 2002/2003 | Gilbert Arenas     | Golden State Warriors      |
| 2003/2004 | Zach Randolph      | Portland Trail Blazers (2) |
| 2004/2005 | Bobby Simmons      | Los Angeles Clippers       |
| 2005/2006 | Boris Diaw         | Phoenix Suns (2)           |
| 2006/2007 | Monta Ellis        | Golden State Warriors (2)  |
| 2007/2008 | Hedo Türkoğlu      | Orlando Magic (4)          |
| 2008/2009 | Danny Granger      | Indiana Pacers (3)         |
| 2009/2010 | Aaron Brooks       | Houston Rockets            |
| 2010/2011 | Kevin Love         | Minnesota Timberwolves     |
| 2011/2012 | Ryan Anderson      | Orlando Magic (5)          |
| 2012/2013 | Paul George        | Indiana Pacers (4)         |
| 2013/2014 | Goran Dragić       | Phoenix Suns (3)           |
| 2014/2015 | Jimmy Butler       | Chicago Bulls              |
| 2015/2016 | C.J. McCollum      | Portland Trail Blazers (3) |
| 2016/2017 | Janis Andetokunmbo | Milwaukee Bucks            |
| 2017/2018 | Victor Oladipo     | Indiana Pacers (5)         |
| 2018/2019 | Pascal Siakam      | Toronto Raptors            |
| 2019/2020 | Brandon Ingram     | New Orleans Pelicans       |
| 2020/2021 | Julius Randle      | New York Knicks            |
| 2021/2022 | Ja Morant          | Memphis Grizzlies          |
| 2022/2023 | Lauri Markkanen    | Utah Jazz                  |
| 2023/2024 | Tyrese Maxey       | Philadelphia 76ers (2)     |